# 网络管理
网络管理是指在最高层面上对大规模计算机网络和电信网络进行的维护和管理。为了实现控制、规划、分配、部署、协调及监视一个网络的资源所需的整套官能的具体实施，它包括执行如下功能，如：初始的网络规划、频率分配、为支持负载均衡预先确定流量路由规则、密钥分发授权、配置管理、故障管理、安全管理、性能管理、带宽管理及记账管理。
为支持对网络和网络设备的管理，现已存在有很多种协议。常见的协议包括简单网络管理协议、公共管理接口协议、基于Web的企业管理协议、公共信息模型、事务处理语言I（Transaction Language 1或TL1）、Java管理扩展、以及netconf（IETF的网络配置管理协议）.
网络管理数据是通过多种机制来收集的，包括安装于架构中的软件代理程序、可模拟事务的综合监视机制、活动日志机制、网络嗅探器、以及实际应用监视机制。在过去，网络管理工作的主要内容是监视各种设备是否运行良好；今天，给IT支持团队带来大量挑战的性能管理则成为其任务中最重要的一部分——特别是对那些世界级的组织来说。
注：网络管理不包括用户终端设备（桌面系统）。

## 管理宽带城域网的基本方案
- 带内网络管理（利用传统电信网络进行网络管理）
- 带外网络管理（利用IP网络及协议进行网络管理）
- 同时使用带内和带外网络管理

## 说明与参考
1. ↑  .   [2007-08-15]. （原始内容存档于2007-09-27）.